# Maria Simões
Maria Simões é uma actriz portuguesa nascida em Setúbal a 7 de Fevereiro de 1952.
Actriz residente do Teatro Animação de Setúbal (TAS), na televisão portuguesa ficou especialmente conhecida pela sua participação na telenovela Ninguém como Tu, onde representou Lurdes, empregada doméstica de Luiza Albuquerque, personagem interpretada por Alexandra Lencastre.
Em Tempo de Viver, Maria Simões voltou no mesmo papel de Lurdes, tornando-se a actriz pioneira em fazer um crossover no país, como empregada doméstica de Fátima, e mostra um lado mais obscuro.
Também fez a telenovela A Banqueira do Povo, a série Retalhos da Vida de um Médico e uma participação especial em O Bando dos Quatro.

## Televisão
- A Senhora Ministra RTP 1981 'empregada da limpeza' (peça de teatro emitida em televisão)
- Chuva na Areia RTP 1984 'cabeleireira'
- Palavras Cruzadas RTP 1987 'mulher'
- A Morgadinha dos Canaviais RTP 1990 'Luísa Escolástica'
- A Banqueira do Povo RTP 1993 'actriz'
- O Bom Baião SIC 1998 'vários papéis'
- Médico de Família SIC 2000 'Virgínia'
- A Febre do Ouro Negro RTP 2000 '?'
- Filha do Mar TVI 2001 'Antonieta'
- Lusitana Paixão RTP 2003 'Maria'
- Morangos Com Açúcar TVI 2004 'Hortense'
- Ninguém Como Tu TVI 2005 'Lurdes dos Santos'
- O Bando dos Quatro TVI 2006 '(participação especial)'
- Tempo de Viver TVI 2006/2007 'Lurdes dos Santos'
- Liberdade 21 RTP 2008 '(participação especial)'
- Vila Faia RTP 2008/2009 'Maria Ercília Palmeira'
- Perfeito Coração SIC 2009 'enfermeira'
- Ele é Ela TVI 2009/2010 'Odete'
- Cidade Despida RTP 2010 'Carla Domingues'
- Laços de Sangue SIC 2010 'Antónia'
- Espírito Indomável TVI 2010/2011 'Adelaide Silva'
- Velhos Amigos RTP 2011 '(participação especial)'
- Pai à Força RTP 2012 '(participação especial)'
- Remédio Santo TVI 2011/2012 'Olinda'
- Crónica de Uma Revolução Anunciada RTP 2012 'Dona Berta'
- Destinos Cruzados TVI 2013 'Rosalinda'
- O Bairro TVI 2014 '?'
- Santa Bárbara TVI 2016 'Roberta'
- Rainha das Flores SIC 2016 '(participação especial)'
- A Impostora TVI 2016 'Isaura' '(empregada doméstica)'
- Valor da Vida TVI 2018 'Antónia' '(empregada doméstica)'
- Festa é Festa TVI 2022/23 'Maria Irene' '(empregada doméstica)'
- Papel Principal SIC 2024 'Tosca' '(empregada doméstica)'
- A Promessa SIC 2024/25 'Odete'

## Pequenas Participações em Televisão
- Retalhos da Vida de Um Médico RTP 1980 '?'
- Chuva na Areia RTP 1985 'cabeleireira'
- Palavras Cruzadas RTP 1987 'mulher do paciente'
- A Banqueira do Povo RTP 1993 'atriz'
- Médico de Família SIC 2000 '?'
- A Febre do Ouro Negro RTP 2000 '?'
- Filha do Mar TVI 2001 'Antonieta'
- Lusitana Paixão RTP 2003 'Maria'
- Morangos com Açúcar TVI 2004 'Hortense'
- O Bando dos Quatro TVI 2006 '?'
- Liberdade 21 RTP 2008 '?'
- Perfeito Coração RTP 2009 'enfermeira'
- Ele é Ela TVI 2009/2010 'Odete'
- Cidade Despida RTP 2010 'Carla Domingues'
- Laços de Sangue SIC 2010 'Antónia'
- A Noite do Fim do Mundo RTP 2010 'mulher'
- Conta-me Como Foi RTP 2011 '?'
- Velhos Amigos RTP 2011 '?'
- Remédio Santo TVI 2011/2012 'Olinda'
- Pai à Força RTP 2012 '?'
- Destinos Cruzados TVI 2013 'Rosalina'
- O Bairro TVI 2014 '?'
- Rainha das Flores SIC 2016 '?'

## Teatro
- Alguém Terá de Morrer 1997 TAS
- O Gebo e a Sombra 1997 TAS
- O Lixo e Outras Coisas Lixadas 1997 TAS
- Fortunato e TV Glória 1998 TAS
- É Urgente o Amor 1998 TAS
- Palconovela 1999 TAS
- Conceição ou o Crime Perfeito 2000 TAS
- O Crime da Praça da Alegria 2001 TAS
- A Boda dos Pequeno-Burgueses 2002 TAS
- A Partilha 2002 TAS
- A Puta da Realidade 2002 TAS
- A Orquestra 2003 TAS
- O Elixir do Amor 2003 TAS
- Paisagem e Outros Lugares 2004 TAS
- A Última Jogada 2004 TAS
- Se Perguntarem Por Mim, Não Estou 2005 TAS
- Bocage e as Ninfas 2005 TAS
- Boda Deslumbrante 2006 TAS
- Estranhões e Bizarrocos 2008 TAS
- A Lição 2009 TAS
- A Lenda da Moura Encantada 2009 TAS
- A Girafa Que Comia Estrelas 2010 TAS
- Cantar Lorca 2010 TAS

## Distinções
A atriz foi distinguida com a Medalha de Honra da Cidade de Setúbal na classe de cultura em 1997.